# El Herrumblar
El Herrumblar település Spanyolországban, Cuenca tartományban. El Herrumblar Iniesta és Villamalea községekkel határos. Lakosainak száma 785 fő (2024).

## Népesség
A település népessége az utóbbi években az alábbiak szerint változott:
| Lakosok száma | 784  | 763  | 753  | 745  | 778  | 718  | 708  | 664  | 690  | 785  |
|               | 2001 | 2004 | 2006 | 2009 | 2011 | 2014 | 2016 | 2019 | 2021 | 2024 |